# 杨惠之
杨惠之，唐朝开元时雕塑家。
初与吴道子一起学画，后见吴道子画名日著，他耻居其次，于是焚毁笔砚，专攻雕塑，与吴画同为当时第一，被誉为塑圣，时有“道子画，惠之塑，夺得僧繇神笔路”之说。著有《塑訣》一书，已佚。
吴县保圣寺罗汉塑像十八尊，为杨惠之真迹。